# Большой автономный траулер морозильный типа «Пулковский меридиан»
Большой автономный морозильный траулер проекта 1288 типа «Пулковский меридиан»" — крупнотоннажное рыбопромысловое судно (траулер), предназначенное для промысла рыбы пелагическими и донными тралами, а также самостоятельной обработки, замораживания и хранения улова, производства из него готовой продукции в виде консервов, выработки технического и медицинского жира, переработка производственных отходов и прилова на муку. Основные объекты промысла траулера — минтай и треска, сельдь, хек, скумбрия, ставрида, сардина, макрурус, морской окунь и прочие стайные пелагические и донные виды рыб.
Проект траулера был разработан ленинградским ЦКБ «Восток» в конце 1960 — начале 1970-х годов, строительство велось в период с 1974 по 1993 год на Черноморском судостроительном заводе в Николаеве. Всего было построено 113 судов этого проекта.
Также, в 2008 году на судоверфи COSCO (КНР) было удлинено три судна этого типа, на 20 метров, что позволило увеличить длину до 125,22 метра и тоннаж до 6144 тонн. Которые в последующем имели обозначение БАТ-М-У Проект "Семиозерное"

## Общее описание
БАТМ пр.1288 является двухпалубным одновинтовым теплоходом с избыточным надводным бортом, удлиненным баком, со смещенным в корму машинным отделением. Судно имеет развитую надстройку, смещенную в нос, открытую промысловую палубу, длиной 43 м и шириной 9 м, кормовой слип для спуска орудий лова. Для хранения улова траулер имеет два рефрижераторных грузовых трюма с твиндеками, суммарной вместимостью 2140 кубометров и поддерживаемой температурой до −28 С. Также имеются трюма для хранения рыбной муки и консервов, цистерны технического и медицинского жира.
Траулер имеет следующие технические характеристики (в скобках данные применительно к головному судну) :
- Длина наибольшая — 104,50 (103,1) м;
- Длина между перпендикулярами — 96,40 (94,0) м;
- Ширина — 16,00 м;
- Высота борта до ВП — 10,20 м;
- Осадка в грузу — 5,90 (5,80) м;
- Водоизмещение максимальное — 5720 (5600) т;
- Дедвейт максимальный — 1810 (1980) т;
- Грузоподъемность — 1364 т;
- Грузовместимость

общая грузовместимость — 2595 м³;
морозильного трюма № 1 — 960 м³;
морозильного трюма № 2 — 1180 куб.м.;
трюма рыбной муки — 370 куб.м.;
цистерны медицинского жира — 10 м³;
цистерны технического жира — 25 м³;
- Валовая/чистая вместимость — 4407/1322 рт;
- Скорость хода в грузу/максимальная — 14,3/16,1 уз;
- Тяговое усилие при тралении на 6 узлах — 25,5 тс;
- Запасы

топлива — 1150 т;
смазочного масла — 56 т;
пресной воды — 103 т;
- Автономность плавания по топливу/провизии — 58/70 сут;

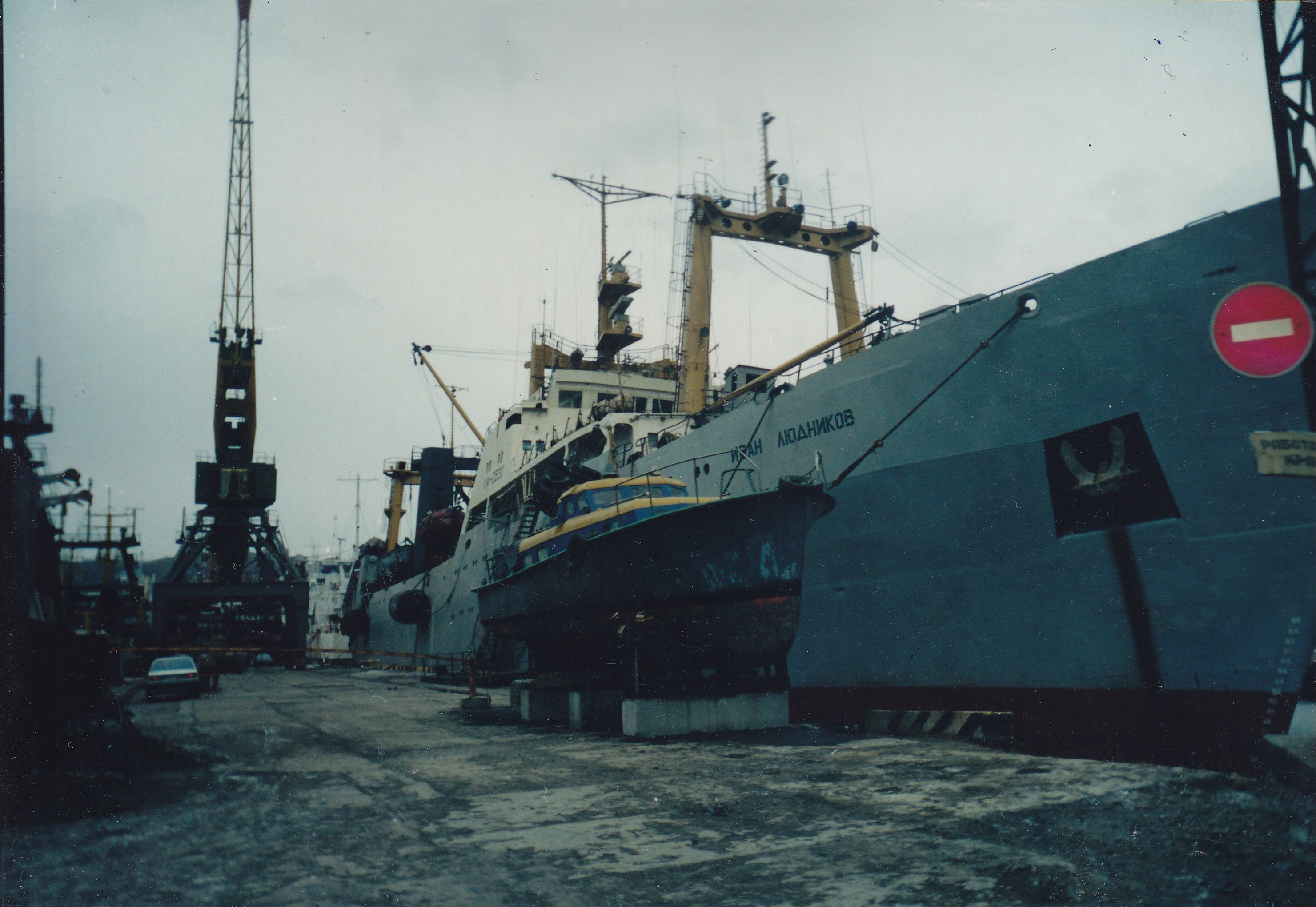

- Экипаж — 93 чел.

## Судовая энергетическая установка
В качестве главной энергетической установки принят дизель-редукторный агрегат, состоящий из двух среднеоборотных (515 об/мин) дизелей мощностью по 2580 кВт (3500 л. с.). В разные годы использовались различные марки главных двигателей в составе ДРА — 6Л525II ПВ, 6ЧН40/46 ОМ4, 6РС2-5, а также дизеля производства Wartsila, Semt Pielstik, Caterpillar и др. Мощность с двух двигателей через зубчатый редуктор Valraet Renk ASL 2X155X1 передается на гребной винт и на два валогенератора.
Для обеспечения судна электроэнергией на нём установлены два валогенератора переменного тока, мощностью по 1500 кВт и три вспомогательных дизель-генератора мощностью по 200 кВт. В качестве основного, на судне принят переменный трехфазный ток напряжением 380 В и частотой 50 Гц.
Предусмотрена утилизация тепла охлаждающей воды дизелей в опреснительных установках и тепла выхлопных газов в утилизационном котле. Для снабжения потребителей пресной водой используются два опреснителя производительностью по 25 т/сут.
В качестве движителя используется четырёхлопастной винт регулируемого шага, установленный в неподвижной насадке.

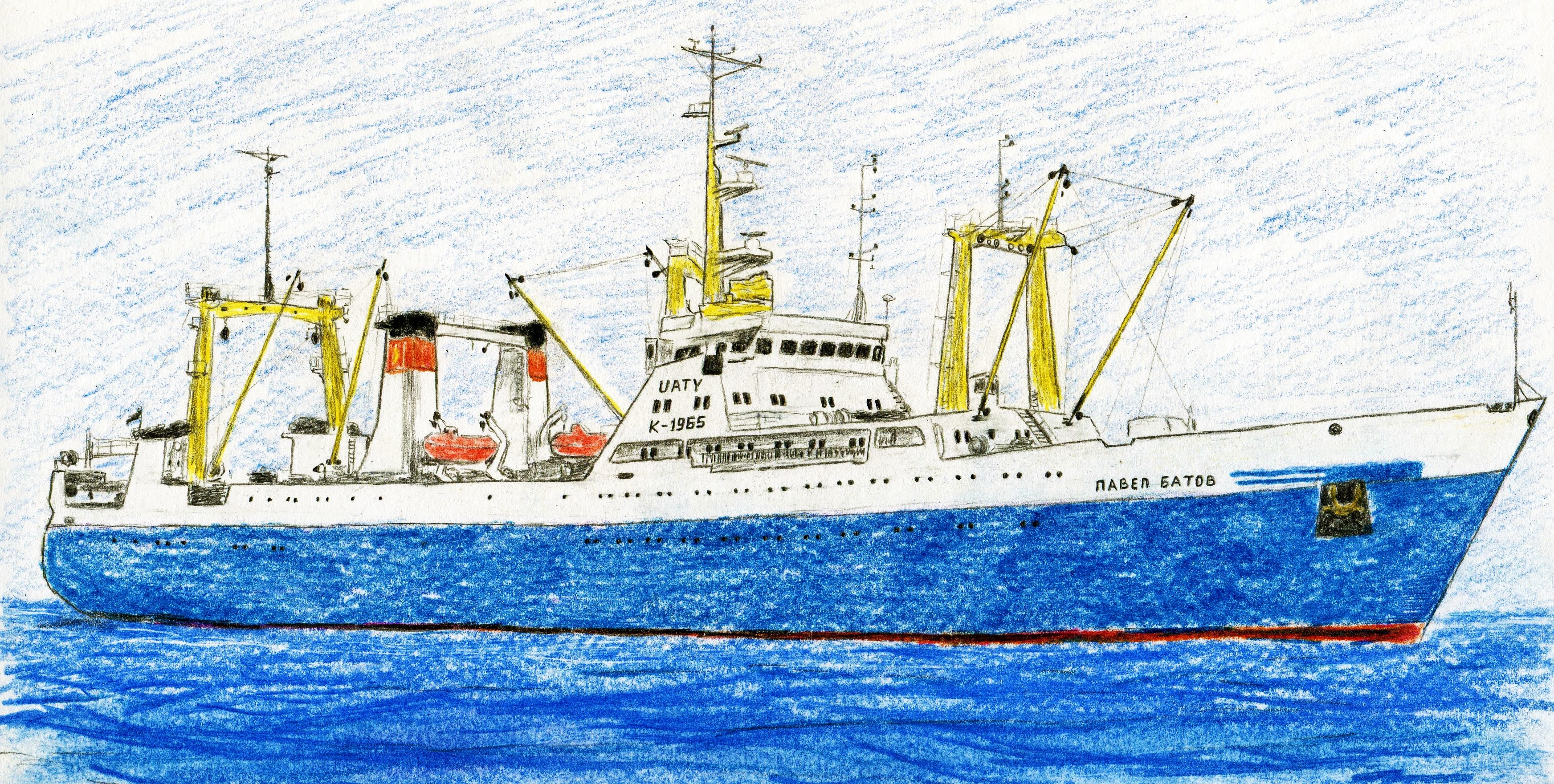
БАТМ «Павел Батов», рисунок.